# Sasaokaea aomoriensis
Sasaokaea es un género monotípico de hepáticas perteneciente a la familia Amblystegiaceae. Comprende 2 especies descritas y de estas, solo una aceptada. Su única especie es: Sasaokaea aomoriensis.

## Taxonomía
Sasaokaea aomoriensis fue descrita por (Paris) Kanda y publicado en Journal of Science of Hiroshima University, Series B, Division 2 (Botany) 16: 74. 1976[1977].
Sinonimia
- Drepanocladus aomoriensis (Paris) Broth.
- Drepanocladus japonicus Dixon
- Hypnum aomoriense Paris